# Kvítkov
Kvítkov település Csehországban, Česká Lípa-i járásban. Kvítkov Kozly, Stružnice, Zahrádky, Sosnová, Holany és Česká Lípa településekkel határos. Lakosainak száma 228 fő (2024. január 1.).

## Népesség
A település lakosságának változását az alábbi diagram mutatja:
| Lakosok száma | 248  | 256  | 244  | 187  | 105  | 202  | 232  | 221  | 228  | 228  |
|               | 1869 | 1900 | 1921 | 1961 | 1980 | 2011 | 2016 | 2019 | 2021 | 2024 |